# 곤계란
곤계란은 성장이 진행중인 계란을 삶은 요리이다. 중국 등에서 즐겨 먹는다.

## 같이 보기
- 발룻: 오리알 요리
- 피단